# Callosciurus melanogaster
Callosciurus melanogaster là một loài động vật có vú trong họ Sóc, bộ Gặm nhấm. Loài này được Thomas mô tả năm 1895.

## Phân loài
- C. m. melanogaster
- C. m. atratus
- C. m. mentawi